# Racconto d'inverno
Racconto d'inverno (Conte d'hiver) è un film del 1992 scritto e diretto da Éric Rohmer.
Presentato in concorso al Festival di Berlino, è il secondo episodio del ciclo dei Racconti delle quattro stagioni, segue Racconto di primavera e precede Un ragazzo, tre ragazze.

## Trama
(Félicie cita Pascal)
Durante una vacanza estiva in Bretagna, Félicie si innamora di Charles, un giovane cuoco che per lavoro sta per partire per gli Stati Uniti. Vivono un'estate di sogno, finché al momento del commiato, al loro arrivo in treno a Parigi, lei sbaglia nel dargli l'indirizzo: rue Victor Hugo, ma invece del comune di Levallois-Perret scrive il nome di un altro comune della banlieue parigina, Courbevoie.
Cinque anni dopo. Félicie alleva da sola Élise, la bambina che è nata dalla relazione con Charles e della quale lui non sa nulla perché non si sono più potuti mettere in contatto. La ragazza è divisa tra due uomini: Loïc, bibliotecario, e Maxence, proprietario del negozio di parrucchiere in cui lei lavora. Qualche settimana prima di natale Maxence le annuncia che si separa dalla moglie e le propone di andare con lui a Nevers, dove sta per aprire un nuovo salone. Félicie accetta e annuncia la sua intenzione alla madre, che durante il giorno tiene per lei la bambina Élise; le confessa che tra Loïc e Maxence preferisce il secondo, che la domina fisicamente mentre il bibliotecario è un intellettuale.
Una prima visita di Félicie a Nevers la convince della bontà del trasferimento; ne parla con la sorella, e poi si reca a salutare definitivamente Loïc durante una cena insieme ad amici. Félicie si sente fuori luogo fra gente che parla di problemi esclusivamente intellettuali. Arrivata a Nevers con la bambina, Félicie racconta a Maxence la storia di Charles, del loro amore estivo e di come al momento di separarsi per un incredibile lapsus abbia sbagliato città, perdendo per sempre l'amore della sua vita.
Félicie non tarda a accorgersi dell'errore fatto: Élise non è felice a Nevers, e la città che sembrava bella durante il sopralluogo è diventata inospitale. Decide di tornare a Parigi, Maxence la prende molto male ma alla fine la lascia andare. Tornata in città, Félicie si reca a salutare Loïc in biblioteca e gli racconta della separazione da Maxence: l'ha lasciato perché non lo ama abbastanza. Non si rimetterà neppure con Loïc perché il grande amore irrisolto della sua vita è Charles.
Félicie mette bene in chiaro che non ha intenzione di riprendere la relazione con Loïc, anche se ritiene che uscire con lui le insegni tante cose. Gli racconta la propria storia con Maxence e anche ciò che prova per Charles. I due si recano insieme a teatro, dove assistono a una rappresentazione di A Winter’s Tale di Shakespeare, durante la quale Félicie rimane commossa dalla resurrezione della regina Hermione, e si convince che non sia impossibile il suo sogno di ritrovare Charles. Nel suo caso, come in quello del re Leonte, è essenziale avere fede.
La bambina sta molto bene insieme a Loïc, che propone a Félicie di passare insieme il Capodanno dai suoi genitori, ma lei ha timore di essere presentata come la sua donna e preferisce che ognuno rimanga con la propria famiglia. L'ultimo giorno dell'anno Félicie e la figlia salgono sull'autobus per andare dalla madre e, incredibilmente, sul sedile davanti a loro c'è Charles insieme a una donna. I due si riconoscono, Félicie non riesce a gestire l'emozione e scende a precipizio dal mezzo pubblico. Charles pianta l'amica e la insegue, le dice che non è sposato, in pochi minuti lei gli fa capire che Élise è figlia sua.
Sembra che fra i due scocchi di nuovo la scintilla. Félicie lo porta a casa dalla madre, sia lei che la sorella sono stupite di come la ragazza sia finalmente riuscita a realizzare il suo sogno. Sia Félicie che la bambina si mettono a piangere di gioia.

## Critica
Nel precedente film della serie, un protagonista maschile aveva a che fare con tre donne; qui la situazione è invertita, e Félicie si confronta con tre uomini.
(Anne de Gasperi, 30/01/1992, Le Quotidien de Paris)
Come la protagonista del film, Rohmer era rimasto talmente emozionato dalla scena della “resurrezione” in Shakespeare, la “statua” della regina defunta che prende vita, da scegliere di inserirla quasi integralmente nella sua pellicola. Tra l'altro, è proprio dal titolo della commedia che ha origine la serie dei Racconti delle quattro stagioni. Come lo spettatore di Shakespeare, anche quello di Rohmer è portato a ritenere quantomeno improbabile il lieto fine della storia, soprattutto perché questo avviene dopo una serie di quadretti familiari in cui Félicie e la bambina sono felici insieme a Loïc, e solo alla fine scopriamo che il regista ci ha deliberatamente portato fuori strada.
Rohmer sostiene di essere partito a ideare la trama dalla scena dell'autobus, con il ricongiungimento tra i due amanti, per costruire a ritroso il resto del film, che non è la storia del loro amore, bensì quella del rapporto tra Félicie e altri due uomini.

### Musica
La musica porta la firma di Sébastien Erms che è uno pseudonimo usato dal regista per firmare le colonne sonore che compone insieme alla montatrice Mary Stephen, ed è tratto dalle lettere iniziali dei due nomi e cognomi.

### Prima
29 gennaio 1992.

## Riferimenti letterari
Nel film Conte d'hiver sono evocati:
- Blaise Pascal e la sua scommessa sull'esistenza di Dio.
- Platone, Menone e Fedone, in cui si parla della reminiscenza e dell'immortalità dell'anima
- Shakespeare e il suo lavoro teatrale Racconto d'inverno.